# Credito Bergamasco
Il Credito Bergamasco S.p.A. noto anche come Creberg è stato un istituto di credito italiano.
Dal 1º giugno 2014 Credito Bergamasco, dopo la fusione della S.p.A. nella capogruppo Banco Popolare, oltre che un suo marchio che contraddistingue le sue filiali poste in Lombardia e a Roma, ne è anche una sua Divisione con sede a Bergamo, che comprende la Direzione territoriale Credito Bergamasco.

## Storia
Fondato a Bergamo il 1º giugno 1891 sotto la denominazione di Banca Piccolo Credito Bergamasco da Nicolò Rezzara e Stanislao Medolago Albani, il 28 febbraio 1929 incorporò il Piccolo Credito Bresciano, nel 1941 la Banca Regionale Lombarda di Milano, nel 1995 il Banco San Marco di Venezia.
Nel 1989 la banca venne acquisita dall'Istituto francese Crédit Lyonnais con una quota pari al 56%, per poi tornare di proprietà italiana nell'ottobre 1997, acquistata dalla Banca Popolare di Verona - Banco S. Geminiano e S. Prospero, ma rimanendo sempre autonoma ed indipendente.
Con la nascita del gruppo Banco Popolare di Verona e Novara e successivamente del Banco Popolare, il Credito Bergamasco proseguì la sua attività come numero di sportelli fino al 1º giugno 2014 quando fu revocato dalla quotazione alla Borsa di Milano, dove era presente dal 1994 e si fuse nella capogruppo.
 Il rapporto di cambio fu fissato in 11,50 azioni del Banco Popolare per ogni azione del Credito Bergamasco.

## Divisione Credito Bergamasco

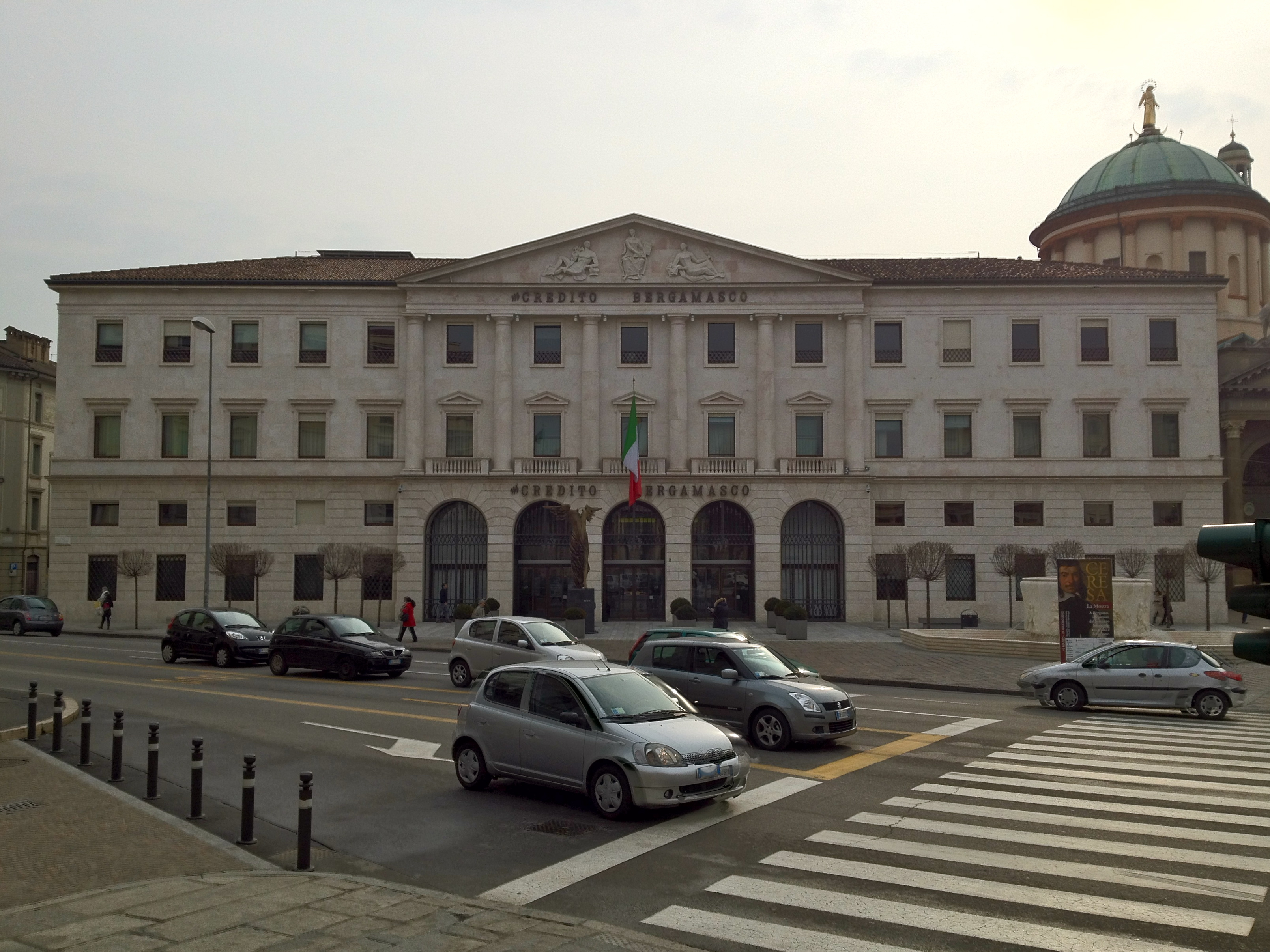
La sede della Divisione e Direzione territoriale del Credito Bergamasco

Dal 1º giugno 2014 Credito Bergamasco è una Divisione del gruppo Banco Popolare, presente prevalentemente in Lombardia e in misura minoritaria a Roma. Include la Direzione territoriale, che comprende le filiali poste in Lombardia (nelle province di Bergamo, Brescia, Como, Lecco, Monza e della Brianza, Varese e nella città metropolitana di Milano) e nel Lazio nella sola città di Roma.
La sede della sua Divisione e Direzione territoriale si trova a Bergamo, al Largo Porta Nuova 2, nel palazzo che nell'Ottocento ospitò la Casa di Ricovero dei Poveri alle Grazie, opera dell'Ingegnere Architetto Giuseppe Cusi del 1825.

## Fonti
- Storia del Credito Bergamasco, su bancopopolare.it. URL consultato l'11 novembre 2015 (archiviato dall'url originale il 16 novembre 2015).
- Bilancio 2010 (PDF), su creberg.it.
- Statuto Sociale (PDF), su creberg.it.